# Kerry Simpson
Kerry Simpson (Melville, 6 november 1981) is een voormalig langebaanschaatsster uit Canada. Ze vertegenwoordigde haar vaderland op de Olympische Winterspelen 2006 in Turijn.
Simpson is getrouwd met schaatser Arne Dankers.

## Resultaten

### Olympische Winterspelen
| Jaar | Plaats | Resultaten |
| ---- | ------ | ---------- |
| 2006 | Turijn | 21e 500 m  |

### Wereldkampioenschappen
| Jaar                       | Plaats            | Resultaten            |
| -------------------------- | ----------------- | --------------------- |
| 2004 Sprint 2004 Afstanden | Nagano Seoul      | 20e Sprint 22e 1500 m |
| 2006 Sprint                | Heerenveen        | 20e Sprint            |
| 2008 Sprint 2008 Afstanden | Heerenveen Nagano | 21e Sprint 17e 500 m  |
| 2009 Sprint                | Moskou            | 25e Sprint            |

### Wereldbeker
| Seizoen   | 100 m | 500 m | 1000 m | 1500 m |
| --------- | ----- | ----- | ------ | ------ |
| 2003/2004 | 20e   | 35e   | 17e    | 38e    |
| 2004/2005 | -     | -     | -      | 43e    |
| 2005/2006 | -     | 49e   | 33e    | 33e    |
| 2007/2008 | 10e   | 30e   | 28e    | -      |
| 2008/2009 | -     | 45e   | 46e    | -      |

### Noord-Amerikaanse kampioenschappen
| Jaar | 500 m | 1000 m |
| ---- | ----- | ------ |
| 2008 | Goud  | Goud   |

### Canadeese kampioenschappen
| Jaar | 500 m | 1000 m | 1500 m | 3000 m | 5000 m | Allround | Sprint |
| ---- | ----- | ------ | ------ | ------ | ------ | -------- | ------ |
| 1998 | 24e   | 26e    | 25e    | -      | -      | -        | -      |
| 2001 | -     | -      | -      | -      | -      | 17e      | 16e    |
| 2002 | -     | -      | -      | 10e    | 9e     | -        | -      |
| 2003 | -     | -      | -      | -      | -      | 5e       | DNF    |
| 2004 | -     | -      | -      | -      | -      | 5e       | DNF    |
| 2005 | -     | -      | -      | -      | -      | DNF      | DNF    |
| 2006 | Brons | 4e     | 5e     | -      | -      | -        | -      |
| 2008 | 8e    | 5e     | -      | -      | -      | -        | -      |
| 2009 | 7e    | 4e     | -      | -      | -      | -        | -      |
| 2010 | 6e    | 6e     | -      | -      | -      | -        | -      |

## Persoonlijke records
| Afstand    | Tijd    | Datum            | Baan           |
| ---------- | ------- | ---------------- | -------------- |
| 100 meter  | 11,08   | 24 januari 2009  | Kolomna        |
| 500 meter  | 38,76   | 5 januari 2008   | Calgary        |
| 1000 meter | 1.15,76 | 19 november 2005 | Salt Lake City |
| 1500 meter | 1.57,57 | 19 maart 2003    | Calgary        |
| 3000 meter | 4.13,49 | 19 maart 2003    | Calgary        |
| 5000 meter | 7.31,21 | 25 januari 2003  | Salt Lake City |